# Mimasura tripuncta
Mimasura tripuncta là một loài bướm đêm trong họ Noctuidae.